# Pericolpa campana
Pericolpa campana är en manetart som först beskrevs av Ernst Haeckel 1880.  Pericolpa campana ingår i släktet Pericolpa och familjen Periphyllidae. Inga underarter finns listade i Catalogue of Life.